# Sara El Damerdash
Sara El Damerdash (* 13. Februar 1988 in Berlin) ist eine deutsche Journalistin und Fernsehmoderatorin.

## Leben
Nach dem Abitur am Paul-Natorp-Gymnasium in Berlin studierte sie Nordamerikastudien an der Freien Universität Berlin. 2010 machte sie ein Auslandssemester an der San Diego State University und studierte dort Politikwissenschaften. Nach dem Bachelor erwarb sie einen Master in Kultur- und Politikwissenschaften. Sie arbeitete bereits in der Kulturprogrammabteilung des Goethe-Instituts in New York, bei RTL und als Nachrichtenredakteurin für die ARD. Ab 2017 machte sie ein Redaktionsvolontariat beim ZDF und war ab 2019 beim ZDF-Morgenmagazin sowie bei Heute – in Europa als Redakteurin tätig. Gleichzeitig war sie Vertretungsmoderatorin bei Makro. Ab 2020 arbeitete sie im ZDF-Landesstudio Bremen.
Seit 5. September 2022 moderiert sie das ZDF-Morgenmagazin in Nachfolge von Mirjam Meinhardt-Krug, die zum ZDF-Mittagsmagazin wechselte.
El Damerdash spricht deutsch, englisch und etwas arabisch.